# 洛伊特斯多夫
洛伊特斯多尔夫是德国莱茵兰-普法尔茨州的一个市镇。总面积10.79平方公里，总人口1831人，其中男性907人，女性924人（2011年12月31日），人口密度170人/平方公里。